# Shabana Basij-Rasikh
Shabana Basij-Rasikh (Kabul, 1990) es una educadora afgana, humanitaria, y campeona de derechos de las mujeres. Basij-Rasikh es  fundadora  de Hela, inc. y la Escuela de Liderazgo, Afganistán, y ha recibido en todo el mundo reconocimiento por su trabajo.

## Biografía
Basij-Rasikh nació y creció en Kabul, Afganistán. Bajo el régimen talibán tuvo que vestir como un niño para atender la escuela de manera secreta, ya que el derecho a la educación para las mujeres estaba prohibida. Tras caer el régimen Talibán asistió al Instituto de Wisconsin, Estados Unidos, como parte del Intercambio de Juventud y Estudio Kennedy -Youth Exchange and Study (YES)-programa financiado por el Ministerio de asuntos exteriores de Estados Unidos para empoderar a las mujeres afganas a través de la educación. Después se graduó en 2011 con un título en Estudios Internacionales y de Mujer y Género en el Middlebury College en Vermont. Es la fundadora de Sola (Escuela de Afganistán de liderazgo) y  ha sido activa en los últimos 9 años, desde entonces como estudiante  la universidad en Middlebury. Recientemente ganó el premio Malala del presidente Ashraf Ghani.
Se ha unido a 10x10 como Embajadora Global, el apoyo a una campaña de acción global que vincula a organizaciones no lucrativas, personas influyentes mundiales y activistas en un movimiento de apoyo a la educación de las niñas. 

## Hela
En 2009, Basij-Rasikh fundó HELA, inc, cuya misión era facultar a las mujeres afganas a través de la educación. El grupo recaudó fondos con fundaciones y charlas en Estados Unidos para construir una escuela secundaria para niñas en una área rural del oriente de Afganistán.

## La Escuela de Liderazgo de Afganistán
Estando en la universidad, cofundó la Escuela de Liderazgo, Afganistán (SOLA)  dedicada a dar acceso de afganas jóvenes, una organización no lucrativa que ayuda acceder a una educación de calidad en el extranjero y emplearse en Afganistán después. Tras graduarse Basij-Rasikh regresó a Kabul, y con SOLA abordó una escuela afgana para chicas. Fue cabeza suplente en la escuela para un año, y actualmente es presidenta. Hoy, proporciona una educación a chicas entre 11 y 19 años a través de todos los fondos étnicos, y les ayuda a ser admitidas beneficiándose  de ayuda financiera a universidades alrededor del mundo. A menudo las chicas que se licencian de SOLA se convierten en las primeras mujeres que trabajan en distintos campos empleadas cuando vuelven a casa. 

## Premios y reconocimientos
- En 2010, fue seleccionada como una de las Top Glamour 10 mujeres de la universidad.[6]
- En 2011, fue galardonada con el Campus compacto Kunin, Premio del Público Vermont por su destacado servicio público, el liderazgo eficaz y la creación de comunidades.
- En 2012, realizó un TEDx, la charla se tituló Osar para Educar Chicas afganas.[7]
- En 2014, fue nombrada una "Exploradora de Emerger " por Nacional Geográfico y unió 10x10 como   Embajador Global.[8]